# 新哈里科夫卡农村居民点
新哈里科夫卡农村居民点（俄语：Новохарьковское сельское поселение）是俄罗斯联邦沃罗涅日州奥利霍瓦特卡区所属的一个农村居民点。其下辖有4个居民点，行政中心为新哈里科夫卡。据2016年统计，该农村居民点的人口为907人。